# Pablo de Olavide
Pablo Olavide (Lima, 1725 - Baeza, 1803) fou un polític i escriptor espanyol.
Molt influït per la Il·lustració francesa, durant el seu mandat com a intendent d'Andalusia va emprendre diverses reformes que l'enfrontaren a l'Església Catòlica i als grups conservadors.
La seua obra més important fou la repoblació de Sierra Morena, realitzada en part amb colons alemanys establerts en municipis de Jaén, Còrdova i Sevilla.
El 1776 fou empresonat i processat per la Inquisició: per això va fugir a França el 1780.